# Suma de verificación
Una suma de verificación (también llamada suma de chequeo o checksum), en telecomunicación e informática, es una función de redundancia que tiene como propósito principal detectar cambios accidentales en una secuencia de datos para proteger la integridad de estos, verificando que no haya discrepancias entre los valores obtenidos al hacer una comprobación inicial y otra final tras la transmisión. La idea es que se transmita el dato junto con su valor suma, de esta forma el receptor puede calcular dicho valor y compararlo así con el valor suma recibido. Si hay una discrepancia se pueden rechazar los datos o pedir una retransmisión.
Esto es empleado para comunicaciones (Internet, comunicación de dispositivos, etc.) y almacenamiento de datos (archivos comprimidos, discos portátiles, etc.).
Normalmente, aumentar la capacidad de detectar más tipos de error aumenta la complejidad del algoritmo y el coste, y con ello, las necesidades de proceso requeridas. Sin embargo, dicha acción proporciona medios de detectar errores en el código de forma fiable.

## Protección contra atacantes
Este tipo de algoritmos nos sirve para detectar modificaciones intencionadas, es decir, modificaciones introducidas por un atacante que conoce la función de redundancia y puede recalcular el valor suma deseado, siendo capaz de enviar un mensaje falso con su suma correspondiente. Para proveer este tipo de integridad, es necesario el uso de funciones hash criptográficas, como SHA-256.